# 切佩爾

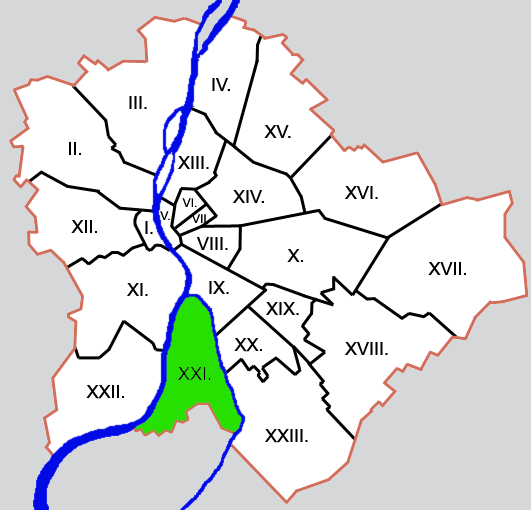
所在位置

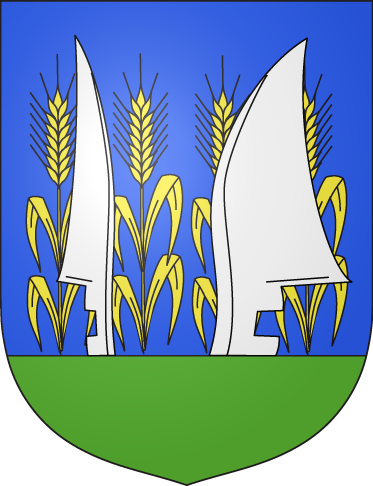
区徽

切佩爾（匈牙利語：Csepel），是匈牙利首都布达佩斯的一个区，总面积25.75平方公里，总人口76 339，人口密度2 965人/平方公里（2009年1月1日）。1956年匈牙利革命期间，切佩爾为工人群众聚居区，当地居民与入侵苏军发生激烈交火，其抵抗时间相当持久。在匈牙利人民军炮火的支援下甚至击落了四架苏军喷气式战斗机。为了镇压切佩尔的抵抗，苏军不得不在市区抵抗结束后调集最精锐的兵力和武器展开进攻。